# 沙石集

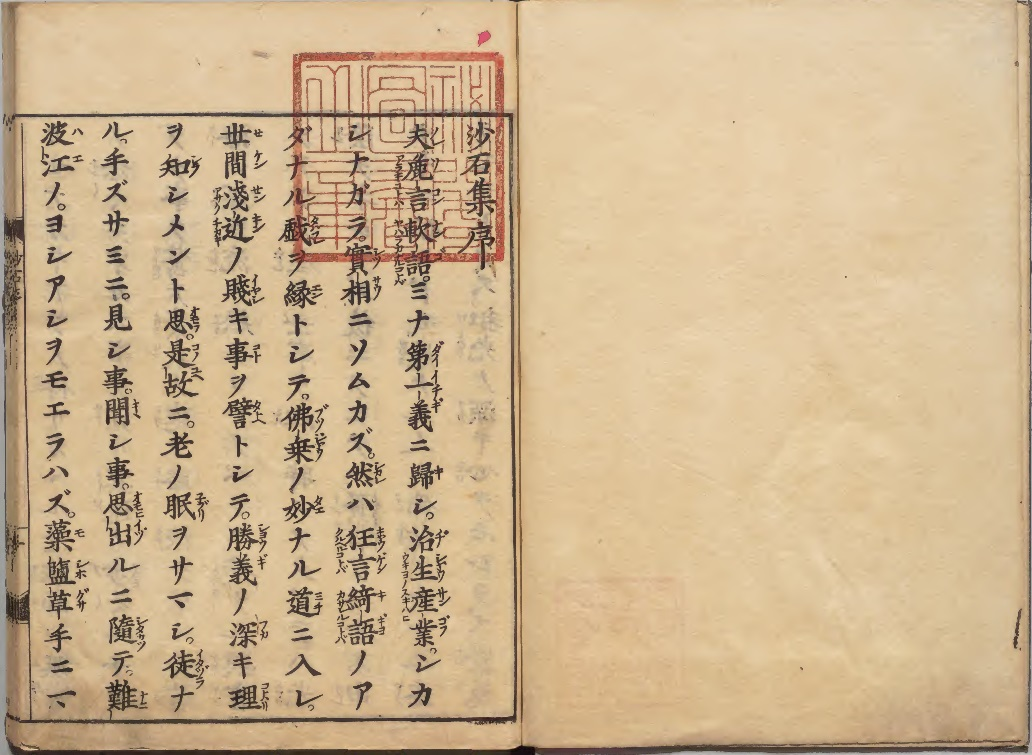
序（紅葉山文庫旧蔵刊本）

『沙石集』（しゃせきしゅう/ させきしゅう）は、鎌倉時代後期、仮名まじり文で書かれた仏教説話集。10巻、説話の数は150話前後。無住道暁（号は一円）が編纂。弘安2年（1279年）に起筆、同6年（1283年）成立。その後も絶えず加筆され、それぞれの段階で伝本が流布し異本が多い。記述量の多い広本系と、少ない略本系に分類される。
『沙石集』の名義は「沙から金を、石から玉を引き出す」ことをいい、世俗的な事柄によって仏教の要諦を説く意味であると言われている。僧侶の立場から経典を多く引用しているが、作者が博識であり好奇心に富んでいるため、単なる説教を脱化して興味津々たる文学作品となっている。
日本・中国・インドの諸国に題材を求め、霊験談・高僧伝から、各地を遊歴した無住自身の見聞を元に書いた諸国の事情、庶民生活の実態、芸能の話、滑稽譚・笑話まで実に多様な内容を持つ。その通俗で軽妙な語り口は、『徒然草』をはじめ、後世の狂言・落語に多大な影響を与えた（「附子」「てれすこ」参照）。

## 注解文献
- 『日本古典文学大系85　沙石集』（渡辺綱也校注、岩波書店、1966年）
- 『新編日本古典文学全集52　沙石集』（小島孝之校訂、小学館、2001年、ISBN 4-09-658052-X、全国書誌番号:20203672）
- 『沙石集』筑土鈴寛校訂（岩波文庫 上下、1943年、復刊1988年）
 上巻（岩波文庫 ; 3146-3149）1943年出版 - 国立国会図書館デジタルコレクション
 下巻（岩波文庫 ; 3150-3153）1943年出版 - 国立国会図書館デジタルコレクション